# A hazai csapat
A hazai csapat (eredeti cím: Home Team) 2022-ben bemutatott amerikai sport-filmvígjáték, amelyet Chris Titone és Keith Blum forgatókönyvéből Charles és Daniel Kinnane rendezett. A valós események által inspirált film főszereplője Kevin James, aki a New Orleans Saints vezetőedzőjét, Sean Paytont alakítja. A mellékszerepekben Taylor Lautner, Rob Schneider, Jackie Sandler és Tait Blum látható.
A filmet a Happy Madison Productions és James Hey Eddie Productions gyártotta, a forgatás pedig 2021 májusától júniusáig tartott New Orleansban. A Netflix 2022. január 28-án mutatta be.

## Cselekmény
Két évvel azután, hogy a New Orleans Saints megnyerte a Super Bowl XLIV-et, Sean Payton vezetőedző belekeveredett a Bountygate-botrányba, és egy évre felfüggesztették az NFL-ből. Amíg a fellebbezésének eredményére vár, visszatér szülővárosába, hogy újra kapcsolatba lépjen 12 éves fiával, Connorral.
Mivel nem tudja, meddig marad, Sean egy hétre bejelentkezik egy helyi szállodába, majd a régi középiskolájába, Argyle-be, a Liberty Christianba megy. Amikor bejelentés nélkül megjelenik a focicsapat meccsén, volt felesége, Beth és új férje, Jaime odahívják. Connor csodálkozik, hogy miért jött az apja, mire Sean elmagyarázza, hogy csak meg akarja ismerni. Beth és Jaime meghívja őt másnap délutánra a grillpartijukra. Sean bemutatkozik Jay edzőnek. A grillezésen Connor csapattársai barátságosak, de ő továbbra is távolságtartó.
Az edzéseket figyelve Sean időnként javaslatokat kiabál Connornak, és a többiek felfigyelnek rá. Ismerik a városban, más szülők arra bátorítják, hogy segítsen a gyerekeiknek, ahogy ő jónak látja. A következő meccsen, amikor úgy látja, hogy segíthet a csapatnak, Sean leugrik, és tanácsot ad Troynak, ezzel biztosítva a csapat első touchdownját a szezonban. Troy még aznap este megkeresi Seant, és meggyőzi, hogy csatlakozzon hozzájuk, mint a csapat koordinátora. Az első meccsen, miután a srácok megkapják az új játékkönyvet, nyilvánvaló, hogy nem értik, ezért megmutatja nekik, hogy nacho hozzávalókat használnak kellékként. Hamarosan a Warriors minden meccset megnyer. Azonban az állami bajnokkal, a Porcupines-szal szemben a Warriors megijed. Az agresszív, sokkal nagyobb játékosok összetörik őket. Bár le vannak törve, emlékeztetik őket, hogy a döntőig nem kell újra ellenük játszaniuk. Az összes következő mérkőzésüket megnyerik, az elődöntőjüket pedig szakadó esőben nyerik meg, miközben a gyerekek hánynak, amit a Jaime által biztosított természetes energiapakolások okoznak.
A döntőben Sean az első félidőben a támadásban és a védekezésben is a két legjobb játékosát futtatta, így kimerültek, de megtartották a vezetést. Végül az utolsó negyedben visszateszi a két kispadra ültetett védekező játékost, és a rúgójukat, Harlant, aki az egész szezonban még nem szerzett gólt, beveti a döntetlenért. Elhibázza, de a csapat örül, amikor kiüti az eredményjelzőt.
Visszatérve New Orleansba, mielőtt Sean távozna, megszervezi Connor jövőbeli látogatását, hogy meglátogassa őt és a csapatot. Visszatérve az irodájába, Sean büszkén helyezi a második helyezett középiskolás trófeát a Super Bowl-trófea mellé, amikor egy Lionel nevű gondnok belép az irodájába.

## Szereplők
| Szereplő                      | Színész              | Magyar hang         |
| ----------------------------- | -------------------- | ------------------- |
| Sean Payton                   | Kevin James          | Holl Nándor         |
| Troy Lambert                  | Taylor Lautner       | Gacsal Ádám         |
| Jamie                         | Rob Schneider        | Pusztaszeri Kornél  |
| Beth                          | Jackie Sandler       | F. Nagy Erika       |
| Connor Payton                 | Tait Blum            | Kelemen Noel        |
| Mitch Bixone                  | Gary Valentine       | Forgács Gábor       |
| Paulie                        | Maxwell Simkins      | Schultz Alex        |
| Emily, a gyakornok            | Chloe Fineman        | Staub Viktória      |
| Marcos                        | Jacob Perez          | Gáll Dávid          |
| Dennis                        | Bryant Tardy         | Magyar Kende        |
| Harlan                        | Manny Magnus         | Peregovits Dániel   |
| Nate                          | Liam Kyle            | Bata Balázs         |
| Jason                         | Christopher Farrar   | Simon Barnabár      |
| Brian                         | Merek Mastrov        | Becski Zétény       |
| A Sündisznók edzője           | Isaiah Mustafa       | Dévai Balázs        |
| Will                          | Christopher Titone   | Kardos Róbert       |
| Cindy                         | Ashley D. Kelley     | Náray Erika         |
| Gus, a buszsofőr              | Lavell Crawford      | Németh Gábor        |
| pálya bíró                    | Allen Covert         | Beratin Gábor       |
| Calvin                        | Anthony L. Fernandez | Szatmári Attila     |
| Eric, a szállodai alkalmazott | Jared Sandler        | Hamvas Dániel       |
| Brooke                        | Sunny Sandler        | Hegedűs Johanna     |
| Önmaga                        | Dan Patrick          | Petridisz Hrisztosz |
| Lionel, a gondnok             | Sean Payton          | Papucsek Vilmos     |

## A film készítése
A film forgatása 2021. május 10-én kezdődött és 2021. június 6-án fejeződött be New Orleansban. 2021. május 18-án bejelentették, hogy Taylor Lautner, Rob Schneider, Jackie Sandler, Gary Valentine, Tait Blum, Maxwell Simkins, Jacob Perez, Bryant Tardy, Manny Magnus, Liam Kyle, Christopher Farrar, Merek Mastrov, Isaiah Mustafa, Christopher Titone, Ashley D. Kelley, Lavell Crawford, Allen Covert, Anthony L. Fernandez és Jared Sandler csatlakozott a stábhoz. A filmet Charles Kinnane és Daniel Kinnane rendezte, Chris Titone és Keith Blum írta, valamint a Happy Madison Productions és a Hey Eddie Productions gyártotta.

## Megjelenés
2022. január 28-án debütált a Netflixen.